# Stanley Amos
Stanley Thomas Amos (sinh năm 1907, ngày mất không rõ) là một cầu thủ bóng đá người Anh ở thập niên 1920. Sinh ra ở Cradley Heath, Staffordshire, ông gia nhập Gillingham từ Cradley Heath St Luke's năm 1926 và có 31 lần ra sân cho câu lạc bộ ở Football League, ghi 13 bàn. Ông rời đi để trở lại câu lạc bộ cũ vào năm 1928.